# 姚志丽
姚志丽（越南語： / 黎氏俠，1971年2月18日—2017年12月19日），越裔美国演员、餐饮家，以1993年电影《天与地》的角色知名。

## 生平
姚志丽于1971年出生在南越岘港。1978年，父亲成为难民，从越南叛逃至英属香港。9岁时，母亲带着她和她的妹妹离开越南，她们和另外60位难民藏在一艘桨帆船渔船食品储藏间的秘密隔间中，驶向香港，与父亲团聚。她的所有家人，包括父母和五个孩子最终在北加利福尼亚州团圆。后来，姚志丽举家搬到加州的奥克兰，母亲在一家越南人开的法国餐厅打工。她在奥克兰高中毕业后，就读于加州大学戴维斯分校，主修生理学。她原定于1993年6月毕业，开始科学职业生涯，但由于他在读大学时参加演员公开试镜，最终成为奥利弗·斯通讲述越南战争动荡时期故事的第三部电影《天与地》的女主角。
星探为《天与地》选中的越南裔美国人有16000位，姚志丽最终突围，出演女主角馮黎莉。影片中，这名女性的年龄跨度是13岁到38岁，在越南遭到强奸和折磨，到了美国成了一位受人虐待的家庭主妇、母亲和女商人。尽管这部电影要求她的年龄跨度超过30年，还要和许多颇有成就的美国和亚洲演员演对手戏，这位未受过训练的演员还是因其敏感度和优雅行为受到冯黎莉的好评。
后来，她出演了1995年电影《妖街皇后》等作品，在2001年电影《战地风云》中和帕特里克·斯韦兹和福里斯特·惠特克搭档。
在电影行业亮相很长一段时间后，姚志丽于2002年在洛杉矶威尼斯海滩开了一家越南餐厅“The China Beach Bistro”。10年后，2012年，她关闭了这间餐厅，在威尼斯海滩和玛丽安德尔湾交界处，与别人合伙开了法越融合菜餐厅“Le Cellier”。
2014年2月23日，姚志丽参加美食频道烹饪竞技节目《厨艺大战》第18季。
2017年12月19日，姚志丽因胃癌并发症在洛杉矶医院去世，享年46岁。第90届奥斯卡金像奖的“致敬”环节出现了她的名字。